# 北見俊郎
北見 俊郎（きたみ としろう、1924年11月10日 - 2014年2月7日）は、港湾経済学者。
神奈川県生まれ。1954年立教大学大学院満期退学、コロンビア大学大学院、1989年「「港湾政策」の形成と課題」で青山学院大学経済学博士。青山学院大学経営学部助教授、教授、経営学部長、1993年定年、名誉教授、静岡産業大学教授、関東学院大学教授。北見港湾総合研究所代表。日本都市学会賞受賞。日本港湾経済学会は北見俊郎賞を創設した。

## 著書
- 『愛の懼れ Note』日桜会 1958
- 『国民経済と港湾』日本港湾協会 1958
- 『アジア経済の発展と港湾』アジア経済研究所 1964
- 『港湾論』海文堂出版 1968
- 『港湾総論』成山堂書店 港湾研究シリーズ 1972
- 『都市と港 港湾都市研究序説』同文館出版 青山学院大学経営研究所研究叢書 1976
- 『「港湾政策」の形成と課題』丘書房 1985
- 『港湾都市』成山堂書店 港湾研究シリーズ 1993

### 共編著
- 『港湾流通』喜多村昌次郎共編 成山堂書店 港湾研究シリーズ 1974
- 『港湾社会』荒木智種共著 成山堂書店 港湾研究シリーズ 1975
- 『都市と臨海部開発』奥村武正共編著 成山堂書店 1977
- 『港の社会科学』編 海文堂出版 1979
- 『港湾産業事典』喜多村昌次郎,小林照夫,原田龍次郎,藤本一郎,山上徹共編 成山堂 1993

## 論文
- <北見俊郎